# Eurytoma palustris
Eurytoma palustris is een vliesvleugelig insect uit de familie Eurytomidae. De wetenschappelijke naam werd in 1957 gepubliceerd door Jozsef Erdös. De soort komt voor in Zuid-Oost-Europa.

## Homoniemen
- Eurytoma palustris Bugbee, 1982,[1] holotype verzameld in Venus (Florida) in 1975.